# Ножки за миллион долларов (фильм, 1932)
«Ножки за миллион долларов» (англ. Million Dollar Legs) — кинокомедия режиссёра Эдварда Клайна, вышедшая в 1932 году. Фильм был вдохновлён Летними Олимпийскими играми 1932 года в Лос-Анджелесе.

## Сюжет
Вымышленная небольшая страна Клопстокия находится на грани банкротства, но очень богата спортивными талантами. Президент страны (У. К. Филдс) с целью поправить финансы страны направляет на Олимпийские игры 1932 года в Лос-Анджелес сборную Клопстокии. Преодолев сопротивление оппозиционных сил внутри страны, команда занимает на соревнованиях первое место, а сам президент становится чемпионом не только по тяжёлой атлетике, но и по толканию ядра, которое он неточно бросил в одного из своих недругов.

## В ролях
- Джек Оуки — Мигг Твини
- У. К. Филдс — Президент
- Энди Клайд — Мажордом
- Лида Роберти — Мата Макри
- Сьюзан Флеминг — Анжела
- Бен Тёрпин — Загадочный человек

## Критика
Влиятельный кинокритик Полин Кейл назвала «Ножки за миллион долларов» одним из своих любимых фильмов (наряду с короткометражкой «Менильмонтан» 1926 года).